# Vilne, Peatîhatkî
Vilne (în ucraineană Вільне) este un sat în comuna Savro din raionul Peatîhatkî, regiunea Dnipropetrovsk, Ucraina.

## Demografie
Componența lingvistică a localității Vilne
     Ucraineană (93,32%)
     Rusă (6,47%)
Conform recensământului din 2001, majoritatea populației localității Vilne era vorbitoare de ucraineană (93,32%), existând în minoritate și vorbitori de rusă (6,47%).